# Antonín Hepnar
Antonín Hepnar (31. prosince 1932 Červený Kostelec – 22. května 2025) byl český designér, výtvarný umělec, sochař, interiérový architekt a dřevosoustružník. Byl důležitým představitelem českého užitého umění druhé poloviny 20. století.[zdroj⁠?!]
Není prokazatelně ani vzdáleně příbuzný se známou sériovou vražedkyní Olgou Hepnarovou.

## Život
Jeho otec měl dílnu na rukodělné soustružení dřeva v rodném Podkrkonoší. Roku 1953 absolvoval SUPŠ v Praze na Žižkově v ateliéru profesora Václava Markupa.
Zabýval se autorským zpracováním dřeva ve všech jeho podobách, od užitých a volných objektů, svítidel až po práci v interiérech a restaurování. Při soustružení většinou pracoval s dřevem listnatých dřevin. Jeho snahou bylo dělat design tak, aby byl součástí praktického života, aby se věci staly předměty denní potřeby. Objekty jsou většinou vytvořeny z jediného kusu dřeva. Design využívá zabarvení a kresby dřeva, jeho vůně, teploty i hladkosti.
Získal celou řadu ocenění, mimo jiné byl nositelem diplomu Mistr uměleckého řemesla. Byl také členem Asociace interiérových architektů.
Jeho významné realizace jsou úprava interiéru kostela v Ledči nad Sázavou (1969), Autosalón Mladá Boleslav (1976), interiérové dřevěné reliéfy a skulptury pro Hotel Praha (1980) výtvarná spolupráce pro film Amadeus (1983), osvětlovadla pro Bratislavu (1988), zvonička Dačická – zvonice v Praze-Horních Měcholupech (1989). Za dřevěnou stojací lampu získal cenu Dobrý design 1992, vystavoval doma i v zahraničí (Berlín 1996, Mnichov 1997). Jeho dřevěná mísa Bosáž (2000) byla vybrána do reprezentativní publikace Český design 1995–2000.
Zemřel 22. května 2025 ve nedožitých 93 let. Poslední rozloučení se konalo 5. června v kapli sv. Václava na Vinohradech, kde po církevních obřadech byl pohřben na místním hřbitově v jeho navržené rakvi a pyžamu, jak si přál.